# (5506) Artiglio
(5506) Artiglio – planetoida z pasa głównego planetoid.

## Odkrycie i nazwa
Odkrył ją Henri Debehogne 24 września 1987 roku w Obserwatorium La Silla należącym do Europejskiego Obserwatorium Południowego. Nazwa planetoidy pochodzi od „Artiglio” – włoskiego parowca używanego jako statek ratowniczy na początku XX wieku, który zatonął w wyniku eksplozji leżącego na dnie okrętu z materiałami wybuchowymi. Przed nadaniem nazwy planetoida nosiła oznaczenie tymczasowe 1987 SV11.

## Orbita
(5506) Artiglio obiega Słońce w średniej odległości 2,38 j.a. w czasie 3 lat i 241 dni.